# Istorija hemije
Istorija hemije obuhvata vremensko razdoblje od antičkih vremena do današnjice. Do oko 1000. p. n. e., civilizacije su koristile tehnologije koje će vremenom formirati osnovu raznih grana hemije. Primeri su ekstrakcija metala iz ruda, pravljenje grnčarije i glazura, fermentisanje piva i vina, ekstrahovanje hemikalija iz biljki za medicinske svrhe, pravljenje parfema, pretvaranje masti u sapun, pravljenje stakla i legura kao što je bronza.
Savremena se hemija počela razvijati pre otprilike 200 godina iz drevnih učenja alhemičara prethodnih 2000 godina. Vekovima u prošlosti mnogi su ljudi koji su se bavili alhemijskim naukovanjem imali u svesti isti cilj: želeli su da otkriju način na koji će pretvoriti proste metale kao što su željezo i olovo u zlato. Bez obzira na njegovu vrednost, za zlato se verovalo i da leči sve bolesti i daje večni život.
Alhemiju se može pratiti hiljadama godina u prošlost, sve do ideja koje su stvarali filozofi, čarobnjaci i promatrači zvezda. Najraniji zapisi o alhemiji dolaze iz Egipta (1500 godina pne.), Kine (600 godina pne.) i Grčke (500 godina pne.). Neki ljudi smatraju da reč alhemija dolazi od arapskog korena al Khem, što znači umetnost Egipta. Kao i suvremeni, rani su alhemičari su nastojali da promene jednu materiju u drugu. Za razliku od savremenih hemičara, oni nisu sprovodili naučne eksperimente kako bi otkrili uzroke odvijanja promena. Oni su vekovima mešali i kuvali svoje neobične mešavine i propovedali svoje čarolije. Iako nisu otkrili način pretvaranja prostih metala u zlato, alhemičari su došli do mnogih korisnih novih sprava i razvili tehnike proizvodnje legura i razdvajanja smeša filtracijom i destilacijom.
Protonauka hemije, alhemija, nije bila uspešna u objašnjavanju prirode materije i njenih transformacija. Međutim, putem izvođenja eksperimenata i zapisivanjem rezultata, alhemičari su postavili scenu za modernu hemiju. Razlika je počela da se javlja kada je Robert Bojl napravio jasnu diferencijaciju između hemije i alhemije u njegovom radu pod naslovom Skeptični hemičar (1661). Dok se obe, alhemija i hemija, bave materijom i transformacijama, hemičari su viđeni kao oni koji primenjuju naučne metode u svom radu.
Smatra se da se hemija uspostavila kao nauka sa radom Antoana Lavoazjea, koji je razvio zakon konzervacije mase što je zahtevalo pažljivo merenje i kvantitativna zapažanja hemijskih fenomena. Istorija hemije je isprepletana sa istorijom termodinamike, posebno putem rada Vilarda Gibsa.

## Drevna istorija

### Rani ljudi
Jedna oko 100.000 godina stara radionica za preradu okera je nađena u Blombos pećinai u Južnoj Africi. To pokazuje da su rani ljudi imali izvesno elementarno poznavanje hemije. Slike ranih ljudi napravljene bojama od životinjske krvi i drugih tečnosti nađene na zidovima pećina isto tako daju indikaciju o izvesnom stepenu poznavanja hemije.

### Rana metalurgija
Najranije zapisane ljudske primene metala su vezane za zlato, koje se može naći u slobodnoj formi u prirodi. Male količine prirodnog zlata su nađene u španskim pećinama koje se korištene tokom kasnog paleolitskog perioda, oko 40.000. p. n. e.. Srebro, bakar, kalaj i meteoritsko gvožđe se isto tako mogu naći u slobodnom stanju u prirodi, što je omogućilo obradu metala u nekoj maloj meri u drevnim kulturama. Egipatsko oružje koje je bilo napravljeno od meteoritskog gvožđa u periodu oko 3000. p. n. e. bilo je visoko cenjeno kao „bodeži sa neba”.
Može se reći da je prva hemijska reakcija korištena na kontrolisan način bila vatra. Međutim, tokom više milenijuma vatra je bila viđena jednostavno kao mistična sila koja može da transformiše jednu supstancu u drugu (sagorevanje drveta, ili ključala voda) up produkciju toplote i svetla. Vatra je uticala na mnoge aspekte ranih društava. One se kreću od najjednostavnijih aspekata svakodnevnog života, poput kuvanja i grejanja staništa i rasvete, do naprednijih upotreba, kao što su izrada keramike i opeke i topljenje metala za izradu alata.
Vatra je dovela do otkrića stakla i prečišćavanja metala; tome je sledio razvoj metalurgije. Tokom ranih stadijuma metalurgije, tragalo se za metodima prečišćavanja metala, i zlato, poznato u starom Egiptu već oko 2900. p. n. e., postalo je dragoceni metal.

### Bronzano doba
Određeni metali mogu se dobiti iz njihovih ruda jednostavnim zagrevanjem stena u vatri: naročito kalaj, olovo i (na višim temperaturama) bakar. Ovaj proces je poznat kao topljenje. Prva evidencija postojanja te ekstraktivne metalurgije potiče iz 6. i 5. milenijuma pne, i pronađena je na arheološkim lokalitetima Majdanpek, Jarmovac i Pločnik, sva tri od kojih su u Srbiji. Do danas, najranija lokacija topljenja bakra je pronađena na lokaciji Belovode. Ovim primerima je obuhvaćena bakarna sekira iz perioda oko 5500. p. n. e. koja pripada Vinčanskoj kulturi. Drugi znaci ranih upotreba metala su pronađeni iz trećeg milenijuma pne na lokacijama kao što su Palmela (Portugalija), Los Milares (Španija), i Stounhendž (Ujedinjeno Kraljevstvo). Međutim, kao što to često biva u studijama praistorijskih vremena, ultimatni počeci se ne mogu jasno definisati i nova otkrića su u toku.
Ovi prvi metali su bili pojedinačni elementi, ili su prirodno nastale kombinacije. Putem kombinovanja bakra i kalaja, može se formirati superiorni metal, legura zvana bronza. To je bio veliki tehnološki pomak koji je započeo bronzano doba oko 3500. p. n. e.. Bronzano doba je bio period u ljudskom kulturnom razvoju kad je najrazvijenija prerada metala (bar u sistematskoj i širokoj primeni) obuhvatala tehnike topljenja bakra i kalaja iz prirodnih nalazišta rude bakra, i zatim topljenje tih ruda do livene bronze. Ove rude su tipično sadržale arsen kao uobičajenu nečistoću. Rude bakra/kalaja su retke, što se odražava u odsustvom kalajne bronze i zapadnoj Aziji pre 3000. p. n. e..
Nakon bronzanog doba, istorija metalurgije je bila obeležena armijama kojima su trebala bolja oružja. Zemlje u Evroaziji su prosperirale kada su im bile dostupne superiorne legure, od koji su se mogli napraviti bolji oklopi i oružje. Znatan progres u metalurgiji i alhemiji je napravljen u drevnoj Indiji.

### Gvozdeno doba
Ekstrakcija gvožđa iz njegove rude u upotrebljiv metal je znatno teža nego što je to slučaj sa bakrom i kalajem. Dok gvožđe nije prikladnije za izradu alata od bronze (sve dok čelik nije bio otkriven), ruda gvožđa je u znatno bogatija i zastupljenija od bakra ili kalaja, i stoga je češće lokalno dostupna, bez potrebe za razmenom.
Smatra se da su preradu gvožđa izumeli Hetiti oko 1200. p. n. e., čime je započelo gvozdeno doba. Tajna ekstrahovanja i obrade gvožđa je bila ključni faktor u uspehu Filistejaca.
Gvozdeno doba se odnosi napredak u preradi gvožđa (metalurgija gvožđa). Istorijski razvoji u oblasti metalurgije gvožđa se mogu naći u širokom mnoštvu prošlih kultura i civilizacija. Time su obuhvaćena antička i srednjovekovna kraljevstva i carstva Srednjeg istoka i Bliskog istoka, stari Iran, stari Egipat, stara Nubija, i Anatolija (Turska), stari Nok, Kartagina, Grci i Rimljani antičke Evrope, srednjevekovne Evrope, antička i srednjevekovna Kina, antička i srednjevekovna Indija, antički i srednjevekovni Japan, između ostalih. Mnoge aplikacije, prakse i uređaji vezani za metalurgiju su bili uspostavljeni u drevnoj Kini, kao što je izum visoke peći, livenog gvožđa, hidraulički-pokretanih mehaničkih čekića, i klipnih mehura dvostrukog dejstva.

### Klasična antika i atomizam
Filozofijski pokušaji da se racionalizuje zašto različite supstance imaju različita svojstva (boju, gustinu, miris), postoje u različitim stanjima (gasno, tečno, i čvrsto), i reaguju na različite načine kad su izložene datom okruženju, na primer vodi ili vatri ili temperaturnim promenama, navele su antičke filozofe da postuliraju prve teorije o prirodi i hemiji. Istorija takvih filozofskih teorija koje su vezane za hemiju se verovatno može pratiti unazad do svake pojedinačne drevne civilizacije. Zajednički aspekat svih tih teorija bio je pokušaj da se identifikuje mali broj primarnih osnovnih elemenata koji sačinjavaju sve druge različite supstance u prirodi. Supstance poput vazduha, vode, i zemljišta/zemlje, forme energije, kao što su vatra i svetlost, i apstraktnije koncepte kao što su misli, etar, i nebesa, bili su česti u drevnim civilizacijama čak i u odsustvu bilo kakve kulturne razmene: na primer antički grčki, indijski, majanski i kineski filozofi i su svi smatrali da su vazduh, voda, zemlja i vatra primarni elementi.

#### Antički svet
U 5. veku pre nove Empedokle (око 490 - око 430) je zastupao stanovište da je sva materija sačinjena od četiri elementarne supstance: zemlje, vatre, vazduha i vode. Rana teorija atomizma može se pratiti do antičke Grčke i antičke Indije. Grčki atomizam potiče od grčkih filozofa Leukipa i njegovog učenika (ili samo sledbenika) Demokrita (око 460 - око 370), koji je deklarisao da je materija sastavljena od nevidljivih i neuništivih čestica zvanih „atomi” oko 380. p. n. e.. 
To se podudara sa sličnim gledištima indijskog filozofa Kanade u njegovom radu Vajšešika sutra tokom istog perioda. Na sličan način on je diskutovao postojanje gasova. Ono što je Kanada deklarisao putem sutre, Demokrit je deklarisao u vidu filozofskog razmišljanja. Oba izvora su karakterisana nedostatkom empirijskih podataka. U odsustvu naučnih dokaza, postojanje atoma je bilo podložno osporavanju. Aristotel se suprotstavio postojanju atoma 330. p. n. e.. Jedan raniji grčki tekst iz 380. p. n. e. koji se pripisuje Polibsu tvrdi da je ljudsko telo sastavljeno od četiri komponente. Oko 300. p. n. e., Epikur je postulirao svemir od neuništivih atoma u kome je sam čovek odgovoran za ostvarivanje balansiranog života.
Sa ciljem objašnjavanja epikurejske filozofije rimskoj publici, rimski pesnik i filozof Lukrecije je napisao delo De rerum natura (Priroda stvari) 50. p. n. e.. U tom radu, Lukrecije predstavlja principe atomizma; prirode uma i duše; objašnjava čula i misli; razvoj sveta i njegovih fenomena; i objašnjava mnoštvo nebeskih i zemaljskih fenomena.
Znatan deo ranog razvoja metoda prečišćavanja je opisao Plinije Stariji u svom radu Prirodna istorija. On je pokušao da objasni te metode, kao i da proizvede akutna opažanja o stanju mnogih minerala.

## Rani razvoj hemije

### Teorije alhemije
Jedna od osnovnih teorija iz doba alhemije bila je teorija o četiri elementa. Tumačenje ove teorije je da se sve materije sastoje od različitih smesa samo četiri elemenata. Ovi elementi su vazduh, zemlja, vatra i voda. Svaki element sastoji se od parova četiri svojstava: hladno, suvo, vruće i mokro. Vatra je spoj vrućeg i suvog, zemlja suvog i hladnog, vazduh vrućeg i mokrog, a voda mokrog i hladnog. Alhemičari bi objasnili proces vrenja vode govoreći da toplota istiskuje hladnoću iz hladno-mokre vode i time stvara vruće-mokar vazduh kao što je, na primer, para.

### Propast alhemije
Alhemija je dosegla je svoj vrhunac oko 1400. godine. Od tada su ljudi počeli da sumnjaju u teorije alhemije koje su se prenosile kroz vreme. Počeli su da provode eksperimente i da vrše pažljiva merenja. Pokušavali su da objasne pojave koje su videli, bez ideja temeljenih na čarolijama i praznoverju. Proučavanja su postala sve uređenija i imala naučni pristup. Istodobno je rasprostranjenost štampanih knjiga pomogla učenjacima u razmeni njihovih ideja.

## Rođenje hemije
Hemija i alhemija postojale su zajedno sve do sredine 17. veka. Tada je 1661. godine britanski hemičar Robert Bojl (1627—1691) objavio rad The Sceptical Chymist. Ova knjiga pomogla je da se hemija odvoji od alhemije i da postavi svoje temelje. Bojl se u postavljanju pravila pomnih naučnih istraživanja služio idejama monaha i filozofa Rodžera Bejkona. On je opisao eksperimente kojima se dokazuje da sastav četiri elemenata ne može da opiše svojstva mnogih materije. Umesto toga, Bojl je smatrao da je svaki element jedinstvena, čista materija koja se ne može deliti na jednostavnije materije. Zanimanje za alhemiju potpuno je prestalo kada su se hemičari usredotočili na prečišćavanje materije i pažljivo istraživanje.

## Otkrića
Britanski je naučnik Henri Kevendiš godine 1796. otkrio način proizvodnje vodonika u gasovitom stanju izlivanjem kiseline na površinu metala kao što je cink ili željezo. Kada je otkrio da se plamen zapaljene šibice u njegovom prisustvu proširuje, nazvao je ovaj gas „zapaljivi vazduh“. Godine 1772. švedski hemičar Karl Vilhelm Šele (1742—1786) otkrio je prisustvo kiseonika u vazduhu. Britanski hemičar Džozef Pristli (1733—1804) pokazao je 1781. da kada vodonik izgara u vazduhu nastaje voda. Svi ovi rezultati prikupljeni su tokom petnaest godina, ali ih niko nije u potpunosti razumeo. Tada je 1783. francuski hemičar Antoan Lavoazje ponovio eksperimente H. Kavendiša i upotrijebio ideju o elementima kako bi objasnio rezultate. Lavoazje je smatrao da su vodonik i kiseonik elementi, a da je voda jedinjenje vodonika i kiseonika. On je takođe pretpostavio da su metali elementi i da su kiseline jedinjenja koja sadrže vodonik. Kada se pomešaju metali i kiseline, metal zauzima mesto vodonika koji se oslobađa kao gas. Lavoazjeova ideja da se elementi razdvajaju jedan od drugog i udružuju u različitim kombinacijama jedan je od temelja savremene hemije.

## Literatura
- Eric R. Scerri, The Periodic Table: Its Story and Its Significance, Oxford University Press, 2006.
- „Textbooks and the future of the history of chemistry as an academic discipline.”. Bulletin of the History of Chemistry. 3: 1—8. 2006..
- Rampling, Jennifer M. (2017). „The Future of the History of Chemistry”. Ambix. 64 (4): 295—300. PMID 29448901. S2CID 46818034. doi:10.1080/00026980.2017.1434970.
- Servos, John W. (1990). Physical Chemistry from Ostwald to Pauling: The Making of a Science in America. Princeton, N.J.: Princeton University Press. ISBN 978-0-691-08566-1.
- Логос, Александар А. (2017). Путовање мисли : увод у потрагу за истином. Београд.

Dokumentarni filmovi
- BBC (2010). Chemistry: A Volatile History.

## Spoljašnje veze
- hemija, Hrvatska enciklopedija